# 多利尼夫卡 (別爾哥羅德-德涅斯特羅夫斯基區)
46°2′22″N 30°7′15″E / 46.03944°N 30.12083°E
多利尼夫卡（烏克蘭語：Долинівка）是位於烏克蘭西南部的村莊，由敖德萨州裡比爾霍羅德-德涅斯特羅夫斯基區的馬拉茲利伊夫卡市鎮負責管轄。該村始建於1824年，面積1.86平方公里，2001年人口680，人口密度每平方公里365.59人。